# Groot tafelmesheft
De groot tafelmesheft (Ensis siliqua) is een tweekleppigensoort uit de familie Pharidae. De wetenschappelijke naam is gepubliceerd in 1758 door Linnaeus in Systema naturae

## Beschrijving
Deze soort uit de Atlantische Oceaan spoelt vrij vaak aan op de Nederlandse stranden. De schelp wordt maximaal 25 cm lang.